# Johan Ahrengren
Johan Ahrengren (spanska: Juan Arengreen), född 22 november 1791 i Örebro, död 4 november 1831 i San Miguel de Tucumán, var en svensk militär. 

## Uppväxt
Johan Ahrengren, som i Sverige stavade sitt namn Ahrengren, var son till skomakaregesällen Pehr Ahrengren (1767–1827) och Johanna Magdalena Rosenblad.

## Militär karriär
Ahrengren som var löjtnant vid Wendes artilleriregemente, deltog i Napoleonkrigen. Han tog avsked från svensk krigstjänst och bosatte sig senare i Chile och blev chef för ett tyghus.
Ahrengren befordrades till överstelöjtnant och deltog i frihetskriget i Peru och Chile, i det brasilianska kriget och i de argentinska inbördeskrigen, där han stupade i strid 1831. 

## Eftermäle
Flera gator i olika argentinska städer bär hans namn. Bland dem märks en gata i Buenos Aires.